# مارتن غوارينو
مارتن غوارينو (بالإسبانية: Martin Guarino)‏ هو لاعب كرة قدم أرجنتيني في مركز الهجوم، ولد في 14 أبريل 1990 في لانوس في الأرجنتين. لعب مع انيستتوتو وبي إي سي زفوله وديفنسا خوستيكا وديفينسوريس دي بيلغرانو.

## وصلات خارجية
- مارتن غوارينو على موقع قاعدة بيانات كرة القدم.إي يو (الإنجليزية)
- مارتن غوارينو على موقع Soccerway.com (الإنجليزية)